# Ilia Rodov

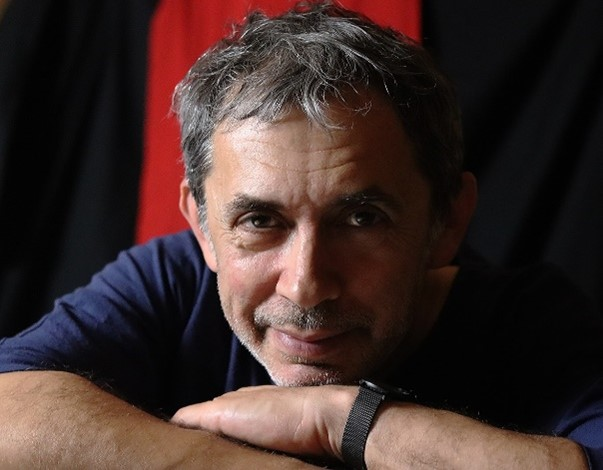
Ilia Rodov (2022)

Ilia Rodov (belarussisch Ілля Родаў, hebräisch איליה רודוב) ist ein israelischer Kunsthistoriker und Forscher zur jüdischen Bildkultur. Er ist Professor am Fachbereich für Jüdische Kunst und hat den Samson Feldman Lehrstuhl für Geschichte und Kultur der Juden in Mittel- und Osteuropa an der Bar-Ilan-Universität inne.

## Biografie
Ilia Rodov wurde in Babrujsk (Belarus) geboren. Sein Vater Mikhail Rodov und die Vorfahren seiner Mutter Raya Vorobeychik waren Dekorationsmaler. Mit der Liberalisierung der sowjetischen Nationalpolitik unter Perestroika setzte sich Rodov für die Konsolidierung der jüdischen Gemeinschaft in Bobruisk ein. Er war der Gründer und erste Präsident des Mendele Moykher-Sforim Jewish Culture Club, der im September 1988 in Bobruisk gegründet wurde. Er veröffentlichte auch eine literarische und kunstwissenschaftliche Anthologie namens Avanim, organisierte einen Ulpan und unterrichtete Hebräisch. Im Jahr 1991 wanderte er nach Israel aus und lebt derzeit in Mazkeret Batya.

## Ausbildung
Ilia Rodov wurde am Serow-Kunstinstitut (ehemalige Tawritscheskaja Kunstschule in Sankt Petersburg) ausgebildet und schloss sein Studium summa cum laude in Theorie und Geschichte der Künste an der Russischen Kunstakademie ab. Seinen Ph.D.-Abschluss erhielt er am Fachbereich Kunstgeschichte der Hebräischen Universität Jerusalem.

## Karriere
Ilia Rodov ist Professor am Fachbereich für Jüdische Kunst und hat den Samson Feldman Lehrstuhl für Geschichte und Kultur der Juden in Mittel- und Osteuropa an der Bar-Ilan-Universität inne. Er ist auch Chefredakteur von "Ars Judaica: Bar Ilan Journal of Jewish Art" und Mitherausgeber der Buchreihe "Juden, Judentum und die Künste" bei Brill Academic Publishers.
Ilia Rodov begann seine wissenschaftliche Laufbahn damit, an den Fachbereichen Kunstgeschichte und Jüdische und Vergleichende Folklore an der Hebräischen Universität Jerusalem zu unterrichten. Er wurde an der Bar-Ilan-Universität angestellt, zunächst als Dozent am Fachbereich Vergleichende Literatur, bevor er eine fest angestellte Position im Programm für Jüdische Kunst übernahm. Er war  Gründungsvorsitzender des Fachbereichs Jüdische Kunst (2014–2020) und leitete die Einrichtung der postgradualen Studiengänge in Jüdischer Kunstgeschichte und Kunsttherapie. Von 1999 bis 2005 arbeitete Rodov an der Hebräischen Universität Jerusalem als Direktor der Chais Center Academic Programs for Jewish Studies in der Republik Belarus.

## Forschung
Rodov untersucht die jüdische Bildkultur und rituelle Architektur. Seine Veröffentlichungen und Vorträge befassen sich mit der Geschichte, Förderung, Semantik, Funktion und Wahrnehmung von Bildern, Skulpturen, architektonischer Dekoration und Möbeldesign aus vergleichender, interkultureller und phänomenologischer Perspektive. Er konzentriert sich auf die Manifestationen der Heiligkeit in jüdischer religiöser Kunst, Architektur und Mikroarchitektur. Er untersucht auch die hebräischen und pseudo-hebräischen Inschriften in christlicher Kunst sowie die Geschichtsschreibung der jüdischen Kunst und Architektur.
Rodov führte Forschungsprojekte durch, die von der Israel Science Foundation und der Deutsch-Israelischen Stiftung für wissenschaftliche Forschung und Entwicklung unterstützt wurden. Er ist auch an der Erforschung und Darstellung von israelischen Künstlern beteiligt, die in der Sowjetunion und den postsowjetischen Staaten geboren wurden.